# Eucyrtops
Genre
Eucyrtops est un genre d'araignées mygalomorphes de la famille des Idiopidae.

## Distribution
Les espèces de ce genre sont endémiques d'Australie-Occidentale.

## Liste des espèces
Selon World Spider Catalog (version 23.5, 11/09/2022) :
- Eucyrtops eremaeus Main, 1957
- Eucyrtops ksenijae Rix & Harvey, 2022
- Eucyrtops latior (O. Pickard-Cambridge, 1877)

## Systématique et taxinomie
Ce genre a été décrit par Pocock en 1897 dans les Ctenizidae. Il est placé en synonymie avec Aganippe par Simon en 1903. Il est relevé de synonymie par Main en 1957. Il est placé dans les Idiopidae par Raven en 1985.

## Publication originale
- Pocock, 1897 : « On some trap-door spiders of the family Ctenizidae from South and West Australia, contained in the collection of the British Museum. » Annals and Magazine of Natural History, sér. 6, vol. 19, p. 109-116 (texte intégral).